# Ебсдорфергрунд
Ебсдорфергрунд (њем. Ebsdorfergrund) општина је у њемачкој савезној држави Хесен. Једно је од 22 општинска средишта округа Марбург-Биденкопф. Према процјени из 2010. у општини је живјело 8.967 становника. Посједује регионалну шифру (AGS) 6534008.

## Географски и демографски подаци
Ебсдорфергрунд се налази у савезној држави Хесен у округу Марбург-Биденкопф. Општина се налази на надморској висини од 219 метара. Површина општине износи 72,9 km². У самом мјесту је, према процјени из 2010. године, живјело 8.967 становника. Просјечна густина становништва износи 123 становника/km².

## Међународна сарадња
| Мјесто            | Држава               | Врста сарадње | Од    |
| ----------------- | -------------------- | ------------- | ----- |
| Бидфорд на Ејвону | Уједињено Краљевство | партнерство   | 1980. |
| Извор             |                      |               |       |